# Elbsee (Düsseldorf)

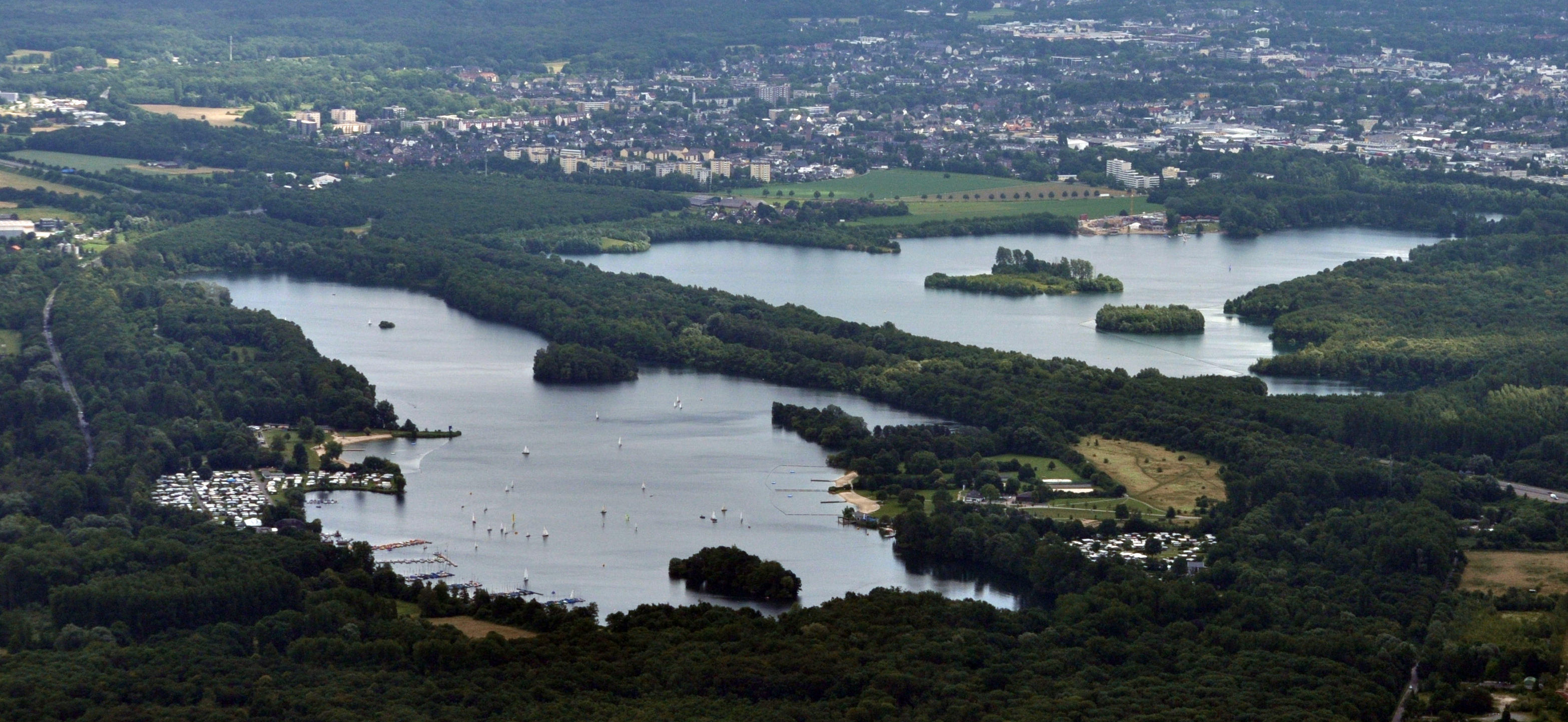
Luftbild des Elbsees (hinten rechts); im Vordergrund der Unterbacher See

Der Elbsee ist ein durch Auskiesung entstandener Baggersee in Düsseldorf-Unterbach an der Stadtgrenze zu Hilden.

## Geschichte
Nach Beendigung der Auskiesungsarbeiten im Jahre 2006 und der Entfernung einiger Dämme durch das Kieswerk, beträgt die heutige Seefläche ca. 89 ha bei einer maximalen Tiefe von 22 m.
Der See hat keine oberirdischen Zu- oder Abflüsse und wird durch Grundwasser gespeist.
Große Teile des Seeufers sind offiziell nicht zugänglich und ermöglichen damit eine artenreiche Flora und Fauna. Der Blick auf den See ist nur von wenigen Stellen der umgebenden Wanderwege erlaubt.
Der südwestliche Teil des Sees bildet mit dem angrenzenden Wald das Naturschutzgebiet Dreiecksweiher. Im Norden wird der Elbsee durch die A 46 vom Naherholungsgebiet Unterbacher See getrennt.
Am 14. August 2010 wurde auch der nördliche Teil des Elbsees aufgrund seiner hohen Bedeutung für die Biotopfunktion unter Naturschutz gestellt. Von besonderer ökologischer Bedeutung ist der nährstoffarme Wasserkörper. In dem kalkreichen, nährstoffarmen Stillgewässer finden sich unter anderem Armleuchteralgen, Dunkle Glanzleuchteralge und Glänzendes Laichkraut. Das Nordufer mit Flachwasserzone und Schilfröhricht sowie die zentrale Insel besitzen in erster Linie ornithologische Bedeutung. Dort kommen weitere seltene Tier- und Pflanzenarten vor, zum Beispiel Uferschwalbe, Flussregenpfeifer, Kiebitz, Dünen-Sandlaufkäfer, Schwalbenschwanz und Echtes Tausendgüldenkraut. Im Winter ist der Elbsee ein landesweit bedeutender Lebensraum für durchziehende, rastende und überwinternde Vogelarten. Über 70 Vogelarten, darunter seltene und gefährdete Arten wurden beobachtet.

## Nutzung
Am Südufer steht seit 1998 ein 7,5 m hoher Aussichtsturm, der zur Naturbeobachtung genutzt wird.
Am Ostufer des Sees liegt ein seit 2003 neu entstandenes Wassersport-Zentrum, das Vereine des Tauch-, Kanu-, Surf- und Segelsports sowie die DLRG beheimatet.
Unmittelbar nördlich schließt sich ein kommerzielles Wellnesscenter an. Das Gelände wurde 2013 von der städtischen Immobilientochter IDR an einen Kölner Unternehmer veräußert. 2015 wurde der erste Spatenstich gesetzt. Eröffnet wurde es am 20. Februar 2017.